# مركز (تقسيم إداري)
في التقسيم الإداري لبعض الدول (مثل مصر أو السعودية) يعد المركز هو المدينة أو القرية الرئيسية تتبعها مجموعة من القرى في المناطق الزراعية (وليس الحضرية) ، وتكون غالبًا أهم مدينة هي مركزًا لمجموعه من القرى. ويحتوي المركز على أسواق تجارية غالبًا أكثر من القرى كما قد توجد به فروع لمؤسسات خدمية حكومية لخدمة القرى.

## في مصر
تقسم جمهورية مصر العربية وحدات إدارية تتمتع بالشخصية الاعتبارية وهي المحافظات، محافظة تضم كل منها عدداً من المراكز والمدن والقرى. تتولى وحدات الإدارة المحلية (المحافظات) في ضوء الخطة العامة للدولة إنشاء وإدارة جميع المرافق العامة الواقعة في دائرتها بما فيها المراكز.
أمثلة:
- مركز المحلة الكبرى.
- مركز سوهاج.
- مركز المنصورة.
- مركز الجمالية (الدقهلية).
- مركز الحسينية (الشرقية).

## في السعودية
في السعودية، المراكز هي آخر تقسيم إداري، فالمنطقة الإدارية تُقسم إلى محافظات وتُقسم المحافظات إلى مراكز. ترتبط المراكز إداريًا بالمحافظة، وتشتمل المحافظة أو المركز على عدد من المسميات السكانية (مدن وقرى ومزارع وموارد مياه وتجمع بادية) ترتبط بها إداريًا.
أمثلة:
- مركز المريدسية، أحد المراكز التابعة لبريدة (مقر الإمارة).
- مركز الشنانة، أحد المراكز التابعة لمحافظة الرس.